# Iglesia de Nuestra Señora de la Asunción (Duratón)
La iglesia de Nuestra Señora de la Asunción es un templo católico de Duratón (Segovia, España), situado en la orilla derecha del río Duratón. Es una iglesia románica porticada.

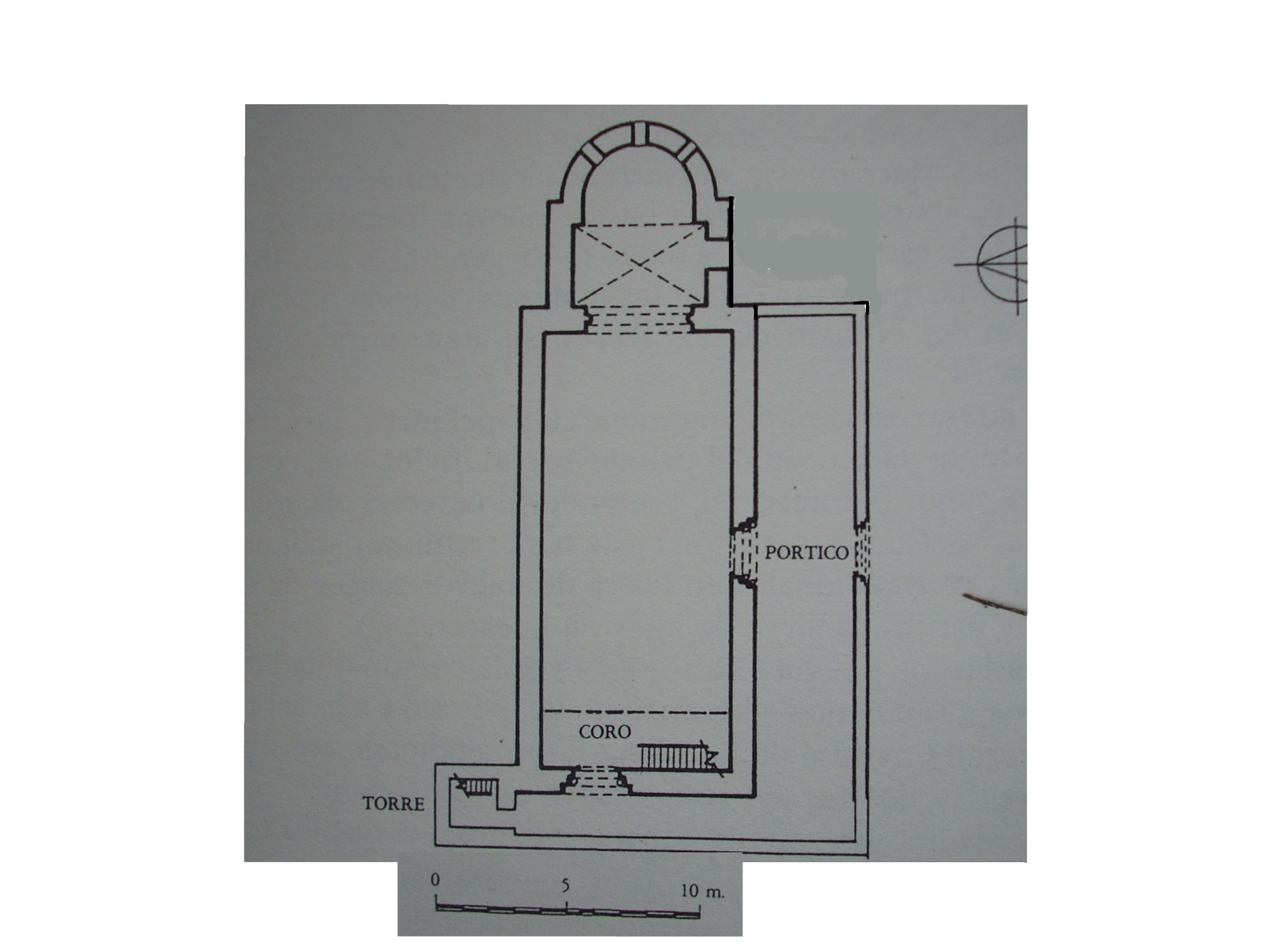
Planta de la iglesia

La Iglesia románica porticada de Nuestra Señora de la Asunción data de 1203, se encuadra dentro del denominado taller de Duratón. Sobre ella existe abundante bibliografía.
No existen referencias sobre la duración ni la financiación de su construcción. Teniendo en cuenta que Toledo fue finalmente reconquistada en el 1085 la construcción se hizo en época pacificada y sin contratiempos guerreros.
Construida sobre una necrópolis visigoda, tampoco se sabe nada acerca de la población de Duratón en ese tiempo.
A día de hoy se encuentra sin ninguna protección administrátiva.